# ヴィルヘルム・グリム

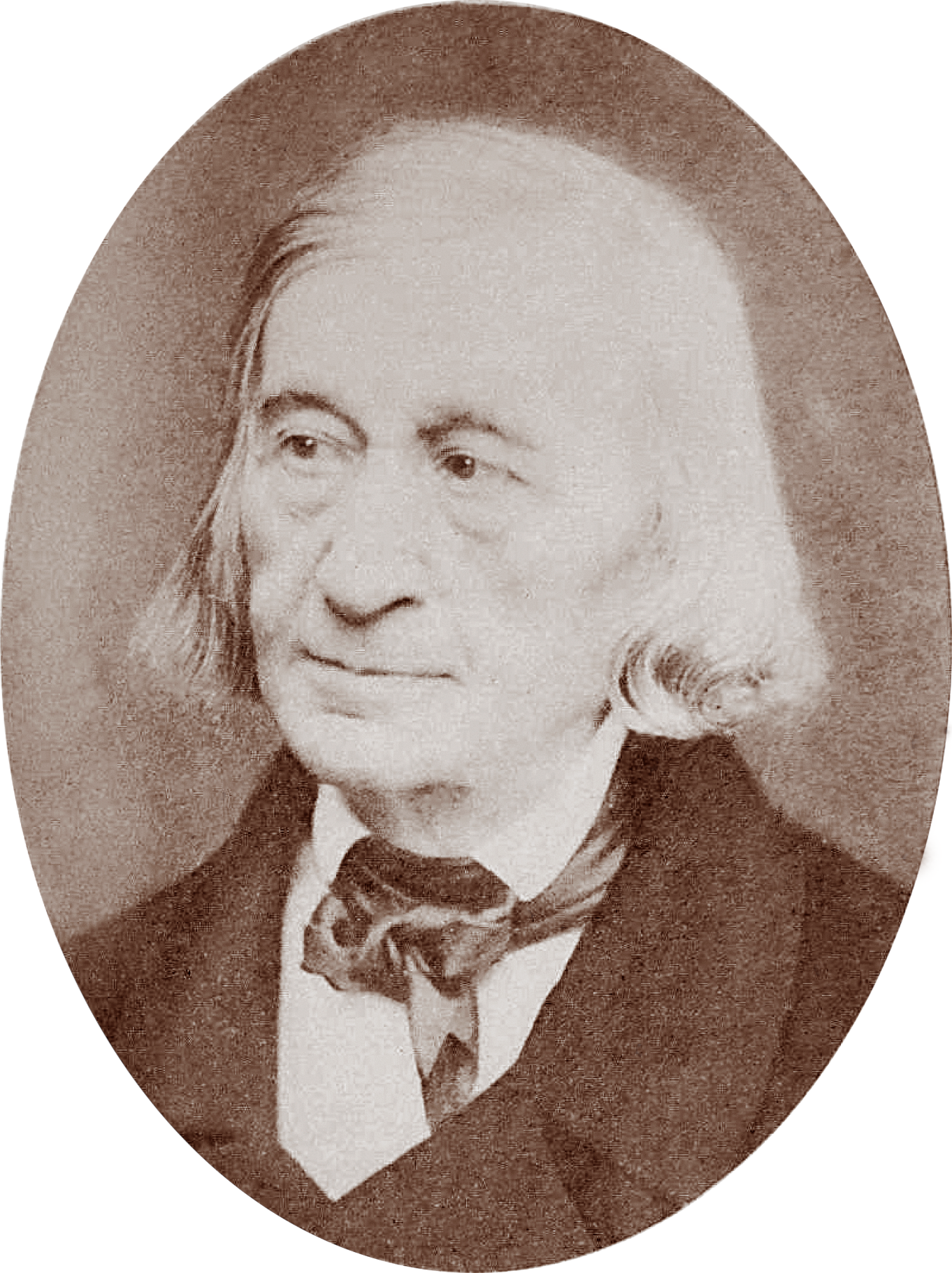

ヴィルヘルム・カール・グリム（Wilhelm Carl Grimm、1786年2月24日 - 1859年12月16日）は、ドイツの言語学者・文学者、並びに童話・伝承の収集者。彼の生涯と業績は、兄のヤーコプ・グリムと密接に関係し、しばしば2人あわせてグリム兄弟として語られることが多い。

## 生涯
ハーナウに生まれ、役人だった父親が1791年に赴任したシュタイナウで子ども時代を過ごした。兄ヤーコプと同様カッセルのリツェウムに学び、その後マールブルク大学に進学。そこでフリードリヒ・カール・フォン・サヴィニーのもとで法学を学んだ。大学卒業後は、カッセルに戻り母親のもとで暮らした。持病の喘息と心臓病で、長時間にわたり決まった仕事を続けるのが困難であったためである。1806年以来、兄のヤーコプと共に昔話の聞き取り調査を始めた。これが後にまとめられ、彼らの編集で世に出ることになるものである。1809年、著名な医師ヨハン・クリスティアン・ライル（Johann Christian Reil）と共にハレに保養旅行に出かける。この折、作曲家のヨハン・フリードリヒ・ライヒャルトの知遇を得る。その後クレメンス・ブレンターノとベルリンに赴き、そこでしばらくブレンターノ、アヒム・フォン・アルニムと一つ屋根の下で共に生活する。カッセルに戻ってきたところで、ヨハン・ヴォルフガング・フォン・ゲーテに初めて出会い、久しく忘れられていたヴィルヘルムの過去の文化の収集活動を賞賛される。
1814年から1829年にかけ、カッセルの図書館に司書として勤め、1825年にはヘンリエッタ・ドロテア・ヴィルトと結婚した。
1831年、ゲッティンゲン大学図書館の司書に採用され、1835年、同大学で員外教授となる。1837年のゲッティンゲン七教授事件で抗議文書に共に署名したことを受けて、彼は兄ともども、その職を追われることになる。1841年、プロイセン国王ヴィルヘルム4世が2人をベルリンに招き、そのまま2人はそこで暮らすことになる。同年、2人はプロイセン学士院の会員に推挙される。ヴィルヘルムは、その死まで18年間フンボルト大学で教鞭をとり、そこで兄と共に彼らのドイツ語辞典の編纂の仕事に携わった。 兄と共にやる仕事の傍ら、ヴィルヘルムは、中世の詩歌、ドイツの英雄譚やルーン文字の研究に没頭した。
兄と共同の仕事では、ゲルマン語の古典文献学、ゲルマン語学やドイツ語文献学などの基礎を築いた。彼らの名を一躍有名にしたのは、『グリム兄弟の子どもと家庭の童話』Kinder- und Hausmärchen（グリム童話集、全2巻、1812年 - 1815年）である。この編集作業には、ヴィルヘルムの関わった部分が大きい。また『ドイツ語辞典』（1838年 - 、第1巻は1854年刊行）の作業を通して、友人であるアルニムの著作の編纂も行うことになった。ヴィルヘルムは、さらに古代デンマークの英雄譚、英雄叙事詩、物語詩、さらに昔話も出版している。
ヴィルヘルムは1859年に死去し、ベルリン＝シェーネベルクの旧聖マティウス墓地に埋葬された。73歳没。死の翌年にあたる1860年、ベルリンの学士院は次のような弔辞を公表した。
先月の16日、本学士院会員で、ドイツの言語研究者でドイツの伝承、文学の収集者として輝かしい名声を博したヴィルヘルム・グリムが、亡くなった。ドイツ民族は、彼をその兄ヤーコプと共に思い浮かべ、口にするのが常である。一部の人々は、尊敬と敬愛を持ってグリム兄弟として合わせ呼ぶものもあるだろう。彼らはほぼ半世紀もの間共に手を携え、精励してきた。
ドロテアとの間には2人の息子と1人の娘が生まれたが、息子のヘルマン・グリムも文学研究者となり、フンボルト大学で教鞭を執った。

## 業績
- ヴィルヘルム・グリムの著作およびヴィルヘルム・グリムを主題とする文献 - ドイツ国立図書館の蔵書目録（ドイツ語）より。
- Brüder Grimm-Museum Kassel und Brüder Grimm-Gesellschaft